# Molophilus (Molophilus) barretti
Molophilus (Molophilus) barretti is een tweevleugelige uit de familie steltmuggen (Limoniidae). De soort komt voor in het Australaziatisch gebied.